# 前橋市下増田運動場
前橋市下増田運動場（まえばしししもますだうんどうじょう）は、群馬県前橋市にあるサッカー場を中心としたスポーツ施設である。愛称は「前橋フットボールセンター」。
2018年に群馬県前橋市に本社を置くコーエィ株式会社が命名権を取得しており、同年4月1日から「コーエィ前橋フットボールセンター」の呼称を用いている（後述）。

## 概要
元々は土のグラウンドであったが、2016年秋より前橋市がサッカー用の天然芝コートなどの整備を開始。2017年1月にサッカー用の天然芝2面と野球場1面および有料のクラブハウスが完成した。また、隣接地にも2017年4月に天然芝2面、同年8月に少年サッカー規格で照明付きの人工芝2面が整備された。
クラブハウスの総工費は約2億5,000万円で、その内の4,800万円は日本スポーツ振興センターからの助成金（都道府県フットボールセンター整備助成事業）で残りは前橋市が負担した。
施設は日本プロサッカーリーグ（Jリーグ）に加盟するザスパクサツ群馬が前橋市と契約して優先的に使用しており、2017年1月に下増田運動場で初練習を行った。なお、2016年以前は練習場不備によりJ1クラブライセンスを交付されなかったが、2017年は下増田運動場の整備に伴ってJ1クラブライセンスの交付を受けた。

## 施設命名権
2018年1月11日から1月31日まで前橋市は命名権を募集し、2018年3月に建機やイベント用品などのレンタル事業を行なっているコーエィ株式会社と命名権契約を締結した。契約期間は5年（2018年4月1日から2023年3月31日まで）、契約金額は年間150万円（消費税及び地方消費税含む）で「コーエィ前橋フットボールセンター」の呼称を用いている。

## アクセス
- JR両毛線・駒形駅より徒歩60分（3.4キロ）[7]
- JR両毛線・駒形駅より車で12分[7]